# Metarthrodes bimaculatus
Metarthrodes bimaculatus is een hooiwagen uit de familie Gonyleptidae.